# Ronald Bronstein
Ronald Bronstein é um cineasta, roteirista, montador e ator norte-americano.